# Palicourea ulloana
Palicourea ulloana är en måreväxtart som beskrevs av Charlotte M. Taylor. Palicourea ulloana ingår i släktet Palicourea och familjen måreväxter. Inga underarter finns listade i Catalogue of Life.